# 保安隊 (北朝鮮)
保安隊，是盟军托管朝鲜时期北朝鮮地區的警察組織，現在朝鮮民主主義人民共和國社会安全省的前身。

## 概要
1945年10月12日，蘇聯紅軍解散各地私兵，改編為維持治安任務的保安隊，成為日後北朝鮮警察的基礎。
11月，在南浦成立保安隊本部，各道同時設置道保安隊，至此完全繼承朝鮮總督府警察業務。
第一代保安隊司令官由金日成就任，由於他控制了保安部門，等於掌握了政權。